# Música de Puerto Rico

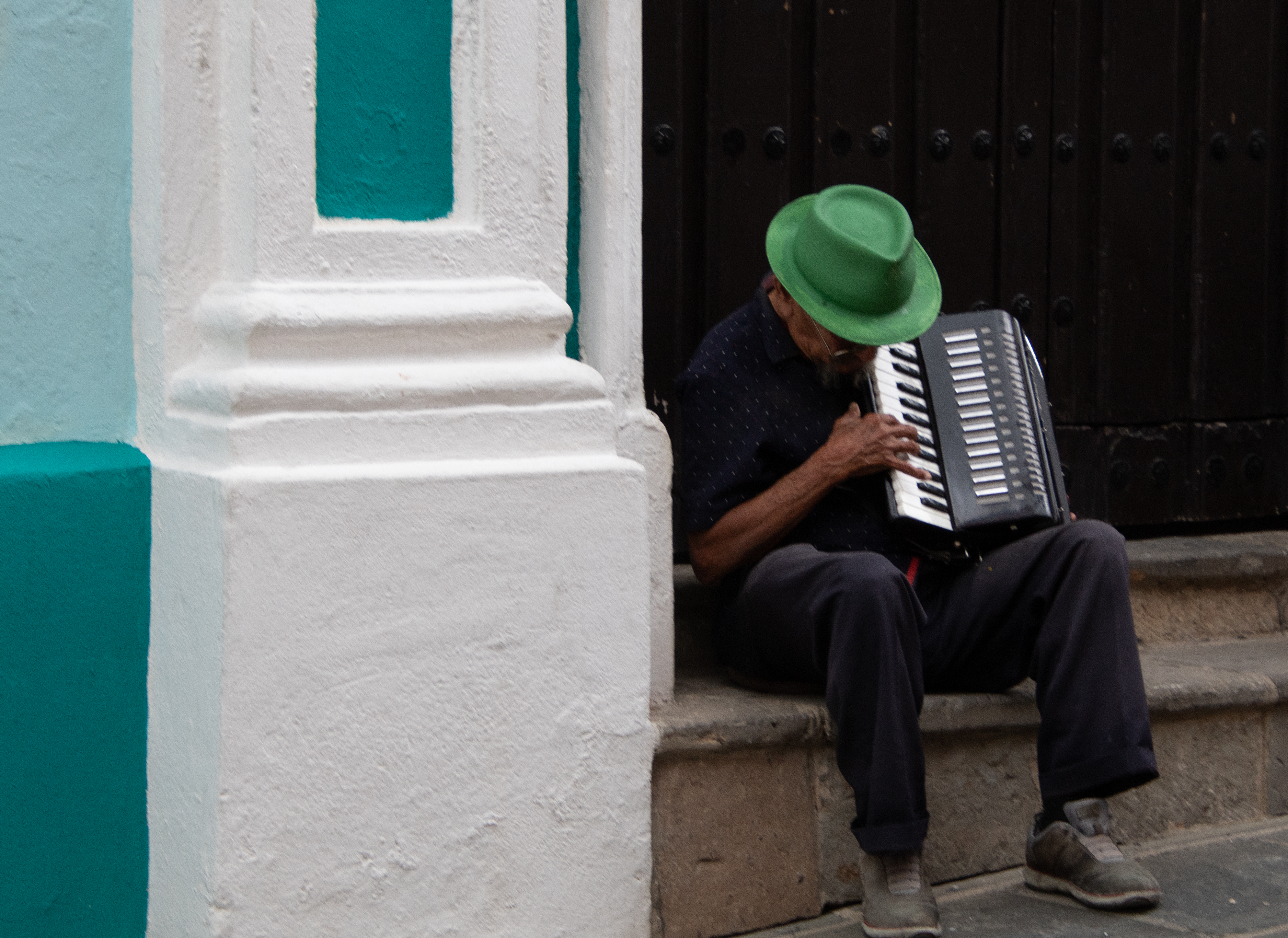
Hombre tocando música en la Catedral, Viejo San Juan, Puerto Rico.

La música de Puerto Rico posee diferentes ramas estilísticas entre las que se cuenta la bomba y la plena, la música jíbara (con diferentes seises y aguinaldos), la música clásica, y la danza.

## Música tradicional

### Música jíbara
Surgida de los campesinos de la isla, que descendían de los inmigrantes españoles y otros europeos. Los instrumentos musicales reproducían a sus ancestros de la península ibérica y Canarias, desarrollándose la construcción de instrumentos propios como cuatros, tiples, bordonúas, guitarras y el nativo güiro, idiófono raspador construido con un fruto de la isla. La música jíbara se compone de varios estilos musicales, denominados seis y aguinaldos. Los versadores en rima, principalmente en décimas y decimillas fijas o improvisadas, son una característica en el tipo de expresión vocal. Algunos de sus intérpretes son Odilio González, Alfonso Vélez o Luz Celenia Tirado.

### Bomba
Referencias históricas nos indican que por el siglo XIX los negros esclavos en los campos estaban creando y cultivando un género de música y baile llamado "bomba". Para mediado del siglo XX, se empezó a grabar tanto en audio como en video. La bomba se presentaba en diferentes variantes dependiendo de la región, pero donde más fuerte era en Loíza, Ponce, San Juan, y Mayagüez.
Es imposible reconstruir la historia de la bomba, pero sí se sabe que es derivado de otras culturas negras como del Congo. Analizando nombres de subgéneros como el "holandés", podemos suponer que también tiene influencias de la sección europea del Caribe. Hay muchas similitudes tanto en el baile como en la música bomba de Mayagüez con la de Martinica. 
La bomba tiene una forma de canto conocida como "llamada y respuesta", basado en ritmos tocados por dos o 3 percusiones llamadas "barriles". La bomba se parece a algunos géneros neo africanos del Caribe. Como prueba clara de su inspiración africana esta el acto de que una persona pasa al centro del círculo formado por todos para llevar la línea de percusión principal o para competir con el que ya la lleva. Después de bailar un tiempo, esa persona es remplazada por otra. 
Aunque muchos de los elementos se pueden encontrar en la cultura africana, la bomba sigue siendo un género afropuertorriqueño. Sus ritmos ( seis corrido, yubá, leró, etc.), bailes y letras (en español, con algunas palabras francesas de criollos del este de Puerto Rico) hacen de la bomba un estilo único de Puerto Rico.
En la década de 1950, la banda y ensamble de Rafael Cortijo e Ismael Rivera tocaron en vivo varias canciones de su propia autoría, a las cuales se les catalogó como "bomba". Este fue uno de los momentos de más éxito de la bomba. Para la década de 1980 ya no era tan famosa la bomba, aunque todavía la enseñaban en escuelas de baile. 
En Loíza, uno de los lugares originarios de la bomba, sigue siendo parte importante de la cultura y poco a poco empezó a revivir. Incluso hay grupos de folklore que están haciendo que la bomba se escuche de nuevo, no solo en Puerto Rico, sino en Nueva York también.

### Plena
La plena es un ritmo originario de Puerto Rico. Su nacimiento se ubica entre los años 1915 y 1920, en el sector La Joya del Castillo y el barrio de San Antón en Ponce. Es muy popular en las fiestas y eventos,
también es popular en los barrios de Puerto Rico

### Danza
La danza puertorriqueña claramente evoluciona de la contradanza europea, inglesa y francesa.  El origen del término contradance, es inglés y se utiliza en el siglo XVIII para identificar las danzas del campo o danzas campesinas que se popularizan como consecuencia del nuevo orden social europeo donde se crea la Revolución Francesa.  En el término de la contradanza, resulta ser del anglicismo "country dances" el que en la actualidad se puede definir como serie de danzas folklóricas o danzas campesinas inglesas que se pusieron de moda cuando los ingleses intelectuales descubrieron la cultura de las sociedades campesinas y las asimilan trayéndolas a las zonas urbanas. 

A partir de la Revolución Francesa se va formando un nuevo orden social que reconoce en las danzas y géneros campesinos la base de su nacionalidad.  Todos los países comienza a descubrir su nacionalismo musical y explotarlo como símbolo de orgullo nacional.  Las danzas se ponen de moda durante el siglo XVIII, creando además modelos representativos identidad nacional en todos los pueblos de Europa y América.  Como parte de este nuevo orden se desarrollan orgullos nacionales como el alemán que siente que sus danzas campesinas poseen elementos de culturas antiguas asociadas con la raza aria. Así todos los pueblos van copiando este modelo de orgullo nacional inspirados en los country dances, o contradanzas que en Francia se denominan contre-dance y que al llegar a España se traduce como contradanzas españolas, y en América como contradanzas cubanas, venezolanas, o puertorriqueñas. 
Como modelo nacional las contradanzas intercalan rápidamente motivos rítmicos e instrumentos nacionales para poder de esta manera acuñar el apellido que las va a identificar durante este nuevo orden social como contradanzas nacionales, o meramente danzas alemanas, danzas cubanas, o danzas puertorriqueñas. Muchas de estas contradanzas se van independizando, adquiriendo sus nombres propios como el cotillón, el rigodón, y el gallop, que se ponen de moda en Puerto Rico como parte de esa fiebre de nacionalismo inspirado por la Revolución Francesa.  Debido a este movimiento nacionalista europeo las danzas francesas se ponen de moda, pero rápidamente el espíritu del movimiento va definiendo en cada país las danzas representativas nacionales. 
De aquí surge la fiebre de la identidad nacional puertorriqueña que escoge la danza puertorriqueña como género de identidad nacional inspirado en ese movimiento que es bautizado para mediados del siglo XIX (1850) como el Movimiento Romántico Nacionalista. Curiosamente esta fiebre de identidad nacional musical es la que promueve Lola Rodríguez de Tió cuando le escribe a Ramón Emeterio Betances y a Ruiz Belvis que "hace falta un himno que haga salir fusiles". Claro ya los franceses se habían llenado de fuerza de lucha con la marsellesa, música que le sirvió de carga impulsiva para empujar su revolución.  Inmediatamente, en vez de componer un himno de lucha, el movimiento revolucionario puertorriqueño busca entre su folklore la danza nacional más popular del momento que era 'La Borinqueña' de Francisco Ramírez, y le cambia la letra a una letra revolucionaria, naciendo así el himno de Puerto Rico.

## Música popular

### Salsa
La salsa es un género musical con origen en la música cubana y desarrollado por puertorriqueños y Dominicanos Johnny Pacheco en el estado de Nueva York. Artistas boricuas de este estilo han sido Héctor Lavoe, El Gran Combo, Sonora Ponceña, Ismael Rivera, Frankie Ruiz etc. Es popular en fiestas y eventos en diversos países latinoamericanos.

### Reguetón
El reguetón es un género musical derivado del dancehall con influencias del hip hop. Evolucionó a partir del reggae proveniente de Jamaica y Panamá a mediados de los 1970 y 90 y sus primeras apariciones comenzaron a principios de los 1990, nace y surge a raíz de la comunidad urbana de la isla, cuyos raperos locales interpretaban con instrumentales que llegaban de Jamaica, mezclándolas con influencias del hip hop.
El reguetón se originó en discotecas y llamados "partys de marquesina" que realizaban en caseríos o complejos de viviendas en Puerto Rico, junto a otras áreas de lo que es San Juan, Carolina y áreas adyacentes. Después de este acontecimiento, el género siguió una evolución a partir de numerosos artistas o raperos que se lanzaban a expandir su música por medio de casetes o grabaciones clandestinas en dichas fiestas. El reguetón en sus primeros años se le conocía como "underground" porque fue prohibido por el gobierno de Puerto Rico por sus letras explícitas y sus intérpretes se reunían escondidos para no tener problemas legales. Pero en los 2000 el reguetón comienza a expandirse al resto del Caribe y a Latinoamérica y el mundo, gracias a exponentes como Daddy Yankee, Don Omar o el dúo Wisin y Yandel, que obtuvieron popularidad especialmente entre la juventud y los medios de comunicación. Otros individuos que han continuado la trayectoria lo son artistas como Hector "El Father", Bad Bunny, Farruko, Ivy Queen, Jhayco, Ozuna y Nicky Jam.

## Música clásica
La isla alberga dos orquestas principales, la Orquesta Sinfónica de Puerto Rico y la Orquesta Filarmónica de Puerto Rico. El Festival Casals se realiza anualmente en San Juan, atrayendo a músicos clásicos de todo el mundo. 
Desde el siglo XIX ha habido importantes compositores puertorriqueños, como Felipe Gutiérrez Espinosa, Manuel Gregorio Tavárez, Juan Morel Campos, Arístides Chavier, Julio C. Arteaga o Braulio Dueño Colón. A principios del siglo XX se puede encontrar a José Ignacio Quintón, Monsita Ferrer o José Enrique Pedreira. A mediados del siglo XX apareció una nueva generación de compositores, algunos de ellos con un grado significativo de nacionalismo. En este grupo se encuentran Amaury Veray, Héctor Campos Parsi, Jack Delano y Luis Antonio Ramírez. Con lenguajes más contemporáneos llegan al panorama musical Rafael Aponte Led y Luis Manuel Álvarez. A partir de la década de 1970, un buen número de músicos se suman a la lista y, aunque con diferentes estilos, todos tienen sabor internacional, entre ellos, Ernesto Cordero, Carlos Alberto Vázquez, Alfonso Fuentes, Raymond Torres-Santos, Alberto Rodríguez, William Ortiz-Alvarado, José Javier Peña Aguayo, Carlos Carrillo o Roberto Sierra.